# Elaphidion clavis
Elaphidion clavis är en skalbaggsart som beskrevs av Linsley 1957. Elaphidion clavis ingår i släktet Elaphidion och familjen långhorningar. Inga underarter finns listade i Catalogue of Life.